# سدان (ویرجینیای غربی)
سدان (به انگلیسی: Sedan) یک منطقهٔ مسکونی در ایالات متحده آمریکا است که در شهرستان همپشر، ویرجینیای غربی واقع شده‌است.